# Pertti Teurajärvi
Pertti Teurajärvi (Kolari, 20 febbraio 1951) è un ex fondista finlandese.

## Palmarès

### Olimpiadi invernali
- Oro a Innsbruck 1976 nella staffetta 4×10 km
- Bronzo a Lake Placid 1980 nella staffetta 4×10 km

### Mondiali
- Argento a Lahti 1978 nella staffetta 4×10 km